# Білик Олег Степанович
Олег Степанович Білик (нар. 11 січня 1998, Підволочиськ, Тернопільська область, Україна) — український футболіст, воротар.

## Клубна кар'єра

### Ранні роки
Народився у місті Підволочиськ, Тернопільська область. Футболом розпочав займатися в місцевій ДЮСШ, потім переїхав до обласного центру. У 2012 році перейшов до молодіжної академії «Скали». З 2014 року й протягом двох наступних сезонів виступав за «Скалу U-19». У липні 2016 року переведений до першої команди стрийського клубу, у футболці якого дебютував 30 жовтня 2016 року в програному (1:2) виїзному поєдинку 16-го туру Першої ліги проти «Полтави». Олег вийшов на поле в стартовому складі та відіграв увесь матч. У сезоні 2016/17 років зіграв 7 матчів у Першій лізі, ще 1 поєдинок провів у Кубку України. За підсумами сезону стрийський клуб вилетів до Другої ліги, де став основним воротарем команди. Зіграв 24 матчі в Другій лізі чемпіонату України. Під час виступів за стрийську команду привернув увагу закордонних клубів. Побував на перегляді в клубі MLS «Філадельфія Юніон», проте через проблеми з документами залишитися в США не зміг. Також був на перегляді в іранському «Персеполісі», проте вирішив не підписувати контракт з клубом.

### «Олександрія»
Влітку 2018 року прийняв запрошення «Олександрії». Дебютував за олександрійську «молодіжку» 21 липня 2018 року в переможному (4:1) виїзному поєдинку 21-го туру молодіжного чемпіонату України проти львівських «Карпат» Олег вийшов на поле в стартовому складі та відіграв увесь матч. Виступав за молодіжну команду «Олександрії». На офіційному рівні дебютував за олександрійців 25 вересня 2019 року в переможному (1:0) виїзному поєдинку 3-го кваліфікаційного раунду Кубку України проти вишгородського «Діназу». Олег вийшов на поле в стартовому складі та відіграв увесь матч. Зіграв й 30 жовтня 2019 року, в переможному поєдинку 1/8 фіналу Кубку України проти луганської «Зорі». Основний та додатковий час поєдинку завершився з нічийним рахунком (1:1). Олег вийшов на поле в стартовому складі та відіграв увесь матч. А в серії післяматчевих пенальті (5:4) відбив два удари у виконанні луганців (від Владислава Кочергіна та Владислава Кабаєва). У Прем'єр-лізі дебютував 10 листопада 2019 року в нічийному (0:0) виїзному поєдинку 14-го туру проти донецького «Олімпіка». Вже на 4-й хвилині голкіпер «червоно-чорних» отримав червону картку від головного арбітра матчу Сергія Бойка, який під час виходу Юрія Паньківа за межі штрафного майданчика «побачив» порушення правил проти нападника «Олімпіка» Шахаба Захеді, незважаючи на те, що Юрій спочатку зіграв у м'яч і лише потім зачепив суперника. Тому вже на 7-й хвилині Білик замінив Максима Задераку, а на 90-й хвилині матчу отримав жовту картку за затримку часу.

### «Чорноморець»
У червні 2023 року став гравцем одеського «Чорноморця». В офіційних матчах у складі «Чорноморця» дебютував 30 липня 2023 року у грі 1-го туру прем'єр-ліги чемпіонату України сезону 2023/24 між командами ЛНЗ (Черкаси) – «Чорноморець» (Одеса).

## Кар'єра в збірній
Викликався до складу юнацької збірної України U-19, у футболці якої дебютував 8 жовтня 2016 року в переможному (3:0) домашньому поєдинку юнацького чемпіонату Європи U-19 проти однолітків з Латвії. Білик вийшов на поле в стартовому складі та відіграв увесь матч. У складі юнацької збірної України зіграв 3 матчі.
У 2019-2020 роках захищав кольори молодіжної збірної України.